# Mathenakirche

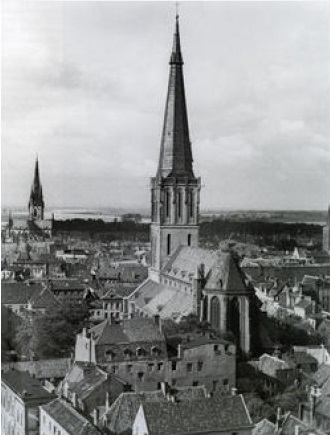
Historische Aufnahme der Weseler Innenstadt mit der Mathenakirche

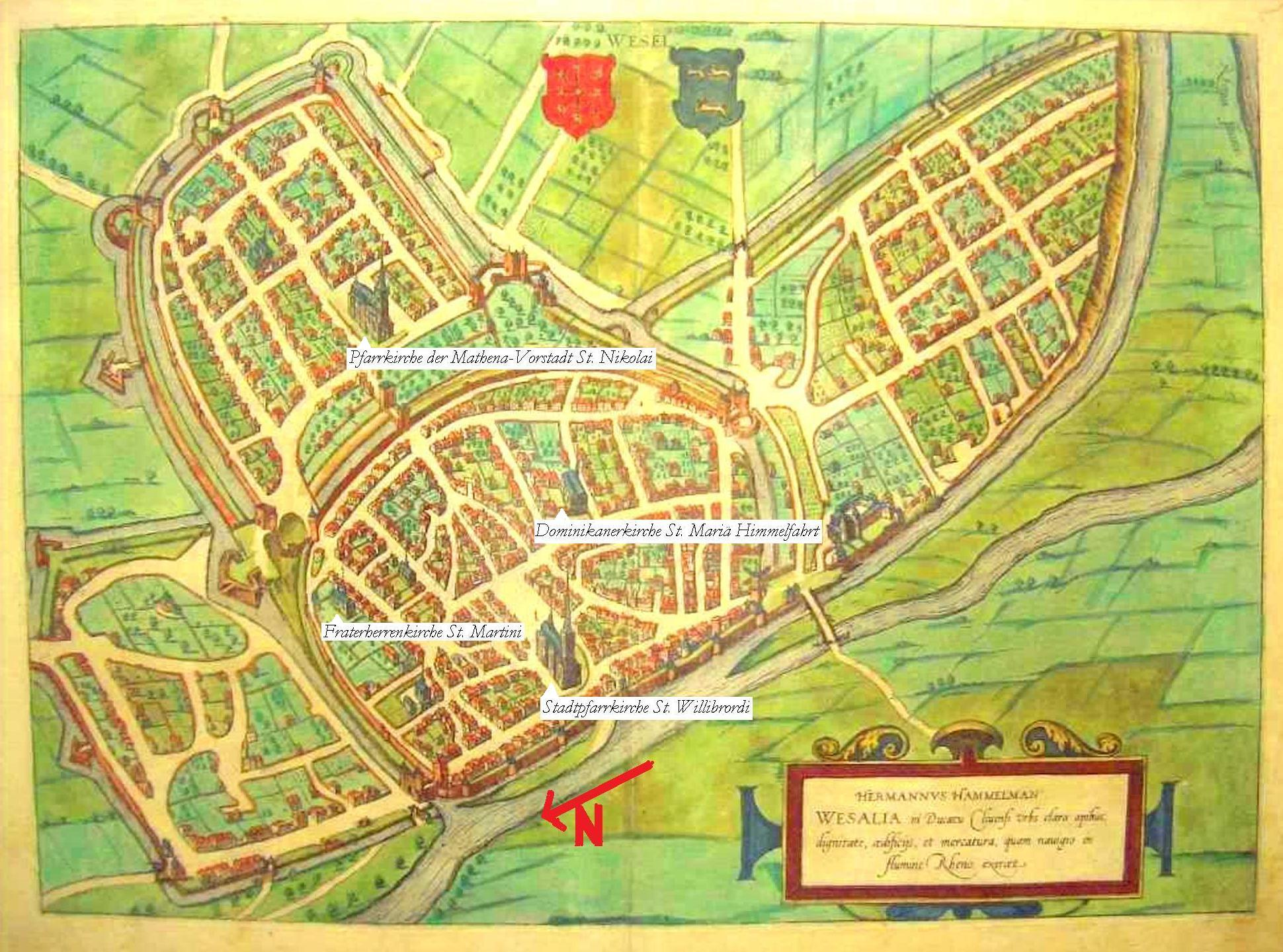
Kirchen in Wesel 1588; oben die Mathena-Vorstadt mit der Pfarrkirche St. Nikolaus und Antonius

Mathenakirche ist die gebräuchliche Bezeichnung für die Pfarrkirche der Mathena-Vorstadt von Wesel. Sie wurde im Zweiten Weltkrieg vollständig zerstört und danach nicht wieder aufgebaut. Ihr Patrozinium war St. Nikolaus und Antonius.

## Geschichte
Die auf dem feuchten Wiesengelände (Matena) östlich der Altstadt entstandene Vorstadt wurde 1434 ummauert. 1440 begann der Bau der spätgotischen Pfarrkirche, die um 1500 fertiggestellt war. Sie wurde von St. Willibrord abgepfarrt und erhielt auch die Zuständigkeit für einige umliegende Dörfer.
Derik Baegert schuf für die Ausstattung ein mehrteiliges Hochaltarretabel, von dem jedoch nur Fragmente den Bildersturm des 16. Jahrhunderts überstanden (heute im Museo Thyssen-Bornemisza in Madrid).
Nach jahrzehntelangen Auseinandersetzungen im Reformationszeitalter zwischen dem Stadtrat, Herzog Wilhelm, Kaiser Karl V., Weseler Bürgern und niederländischen Zuwanderern wurde die Mathenakirche ebenso wie die Altstadtpfarrkirche St. Willibrord reformiert. Nach einer Zeit baulichen Verfalls wurde sie in den Jahren 1703 bis 1712 in barockisierter Form wiederhergestellt.
Bei den Luftangriffen auf Wesel im Februar und März 1945 wurde die Mathenakirche bis auf die Grundmauern zerstört. Anfang der 1950er Jahre wurde an ihrer Stelle das erste Nachkriegs-Rathaus der Stadt erbaut; seit 1971 befindet sich hier ein Kaufhof-Warenhaus.
Glocken

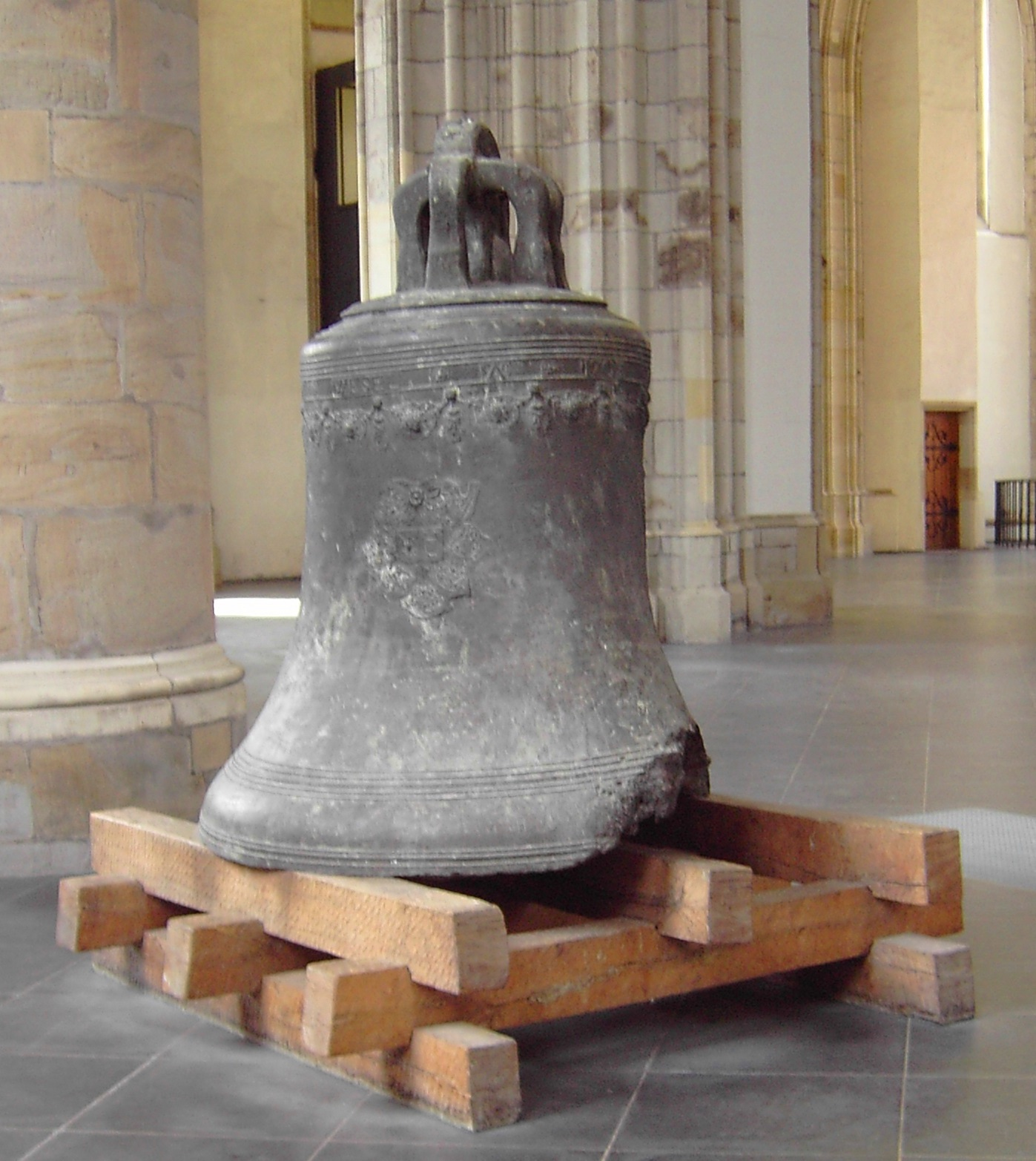
Die Glocke von 1703 in St. Willibrord

Vom einstigen Geläut der Mathenakirche sind zwei Glocken erhalten:
- Eine barocke Glocke wurde 1703 von Johann Swys in Wesel gegossen. Sie trägt ein Doppelwappen, das preußische Staatswappen und das Weseler Stadtwappen, und an der oberen Kante einen Puttenfries mit Girlanden. Diese Glocke wurde 1945 bei der Zerstörung der Kirche schwer beschädigt. Sie wiegt ca. 1800 kg und hat den Ton „C’“ und  sie steht heute im südlichen Seitenschiff der Willibrordikirche.

- Eine zweite Glocke überstand die Zerstörung Wesels dadurch, dass sie zu Kriegszwecken abgegeben werden musste. Zum Einschmelzen vorgesehen, wurde sie auf dem Glockenfriedhof in Ilsenburg (Harz) eingelagert. Sie wiegt ca. 1100 kg und wurde im Jahr 1606 von Tillman van Venlo in Wesel gegossen. Ihre Inschrift lautet: Mortuos plango – vivos convoco – Tillman van Venlo me fecit a.d. 1606 – „Die Toten beklage ich, die Lebenden rufe ich zusammen. Tillman van Venlo hat mich gemacht im Jahr des Herrn 1606“. Sie hängt nun im Turm der 1949 als Notkirche errichteten Gnadenkirche.